# Guillaume Rouillé
Guillaume Rouillé (también Roville, en latín: Gulielmus Rovillium; Dolus-le-Sec, c. 1518 – Lyon, 20 de junio de 1589) fue uno de los libreros (con texto impreso) humanistas franceses más prominentes del siglo XVI. Inventó el formato de libro de bolsillo llamado sextodécimo, impreso con dieciséis hojas de la hoja de folio, la mitad del formato octavo, y publicó muchas obras de historia y poesía, también medicina y sus útiles compilaciones y manuales.

## Biografía

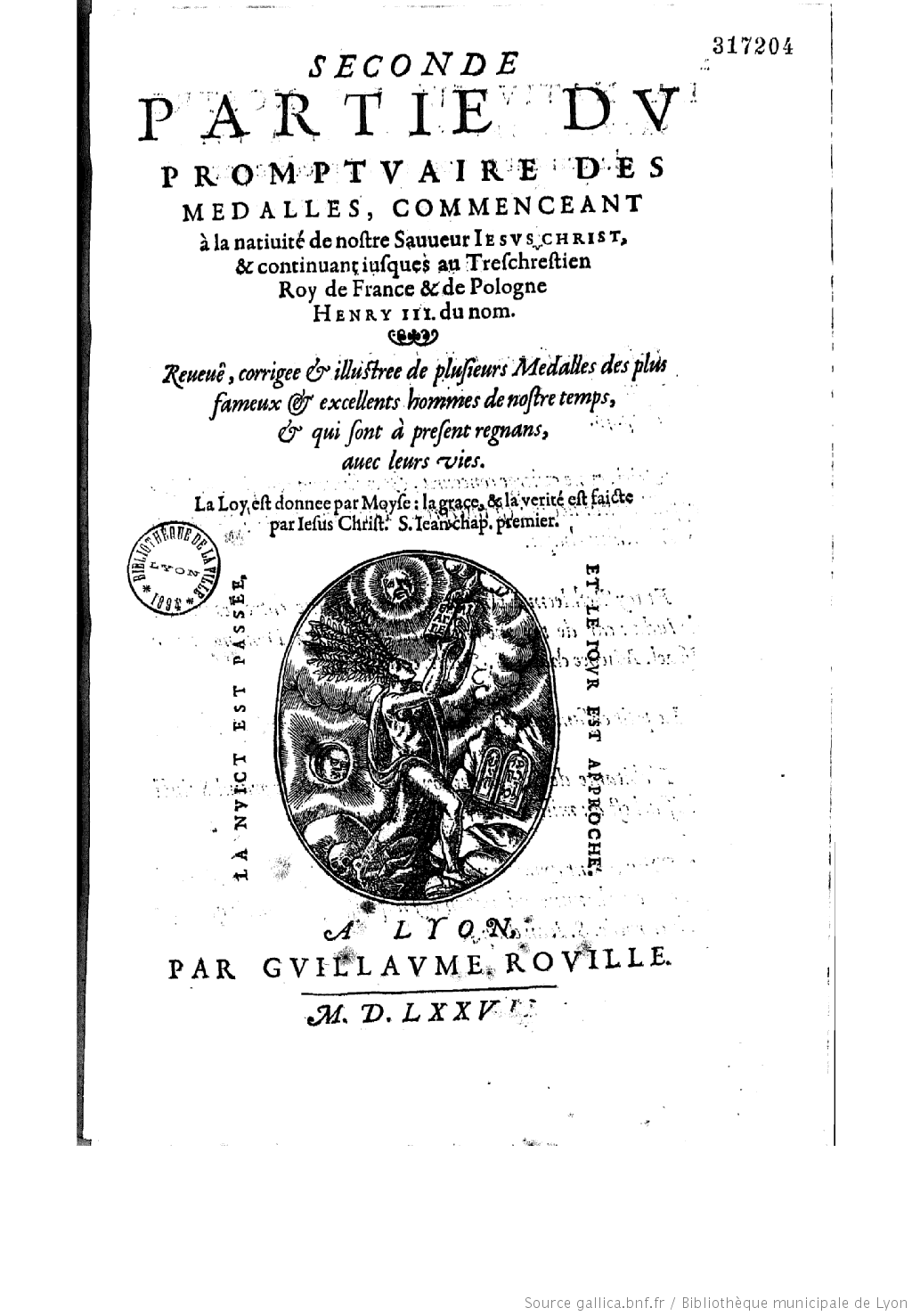
Página del título del segundo libro del Promptuaire des médailles de Guillaume Rouillé.

Rouillé, natural de Dolus-le-Sec, cerca de Loches, en el departamento de Indre-et-Loire, hizo su aprendizaje en la imprenta veneciana de Gabriele Giolito de' Ferrari, uno de los primeros impresores italianos de la historia, para establecerse después en Lyon alrededor de 1542-1543, siendo contratado por el librero italiano Vincent Portonariis. Su hermano, que lo sucedió después de su muerte en 1547, le dio a su hija en matrimonio. La casa Portonariis sale de Lyon mientras que Guillaume, ya sólidamente instalado, ayudó a sus cuñados a establecerse en la España del Siglo de Oro y abrió sucursales.
Rouillé fundó su propia casa en 1545, inicialmente marcada como de la escuela de Venecia, con la ayuda de Helayn Dulin y un primo de Touraine. También posee una papelería. Parece haber tenido  una sucursal en París entre 1560 y 1569, a través de su sobrino Philippe Gaultier, llamado Roville. Fue autor, librero y editor, aunque no propiamente impresor.

## Obra
Su producción es considerable, con más de ochocientas treinta publicaciones durante sus cuarenta y cinco años de actividad. Sus principales éxitos comerciales provienen de libros de derecho, medicina, ciencia y religión. Los campos de la literatura y las novelas representan solo una quinta parte de su obra. Rouillé publicó muchos autores italianos (más de cincuenta), a menudo en su idioma original. Por otro lado, publicó pocos poetas franceses, con la excepción de Clément Marot. Con la ayuda de sus cuñados, también publicó en español. Trabajó en Lyon con varios impresores como Macé Bonhomme, Balthazar Arnoullet, Jean Pullon, también conocido como Trin o Jean Frellon.

"Guillaume Rouillé es, en cierta manera, una contraimagen de Jean de Tournes, el principal impresor de Lyon de su tiempo, y ejemplo perfecto de éxito económico y social construido en por el "mercado", especialmente cuando Rouillé usa a Pierre Eskrich como ilustrador, con viñetas como las que aparecen en su Biblia de 1562, constituyendo una de las cumbres del arte del libro en Lyon en el siglo XVI".

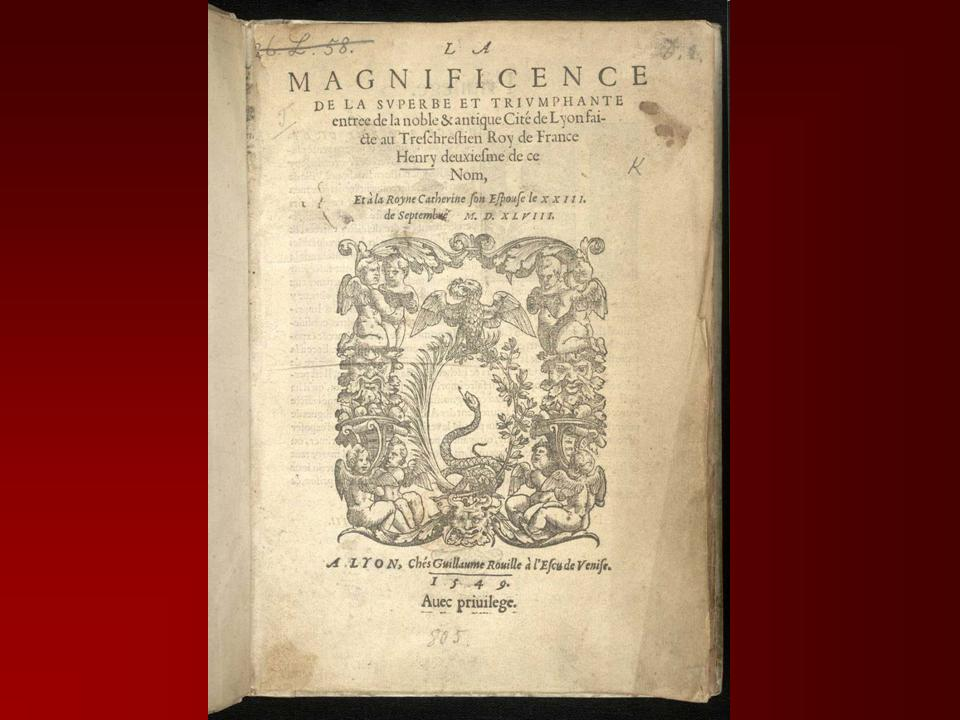
Página del título de "l'Entrée d'Henri II à Lyon" de Maurice Scève, editado par Guillaume Rouillé en 1548.

Su estrategia comercial incluye, entre otras, a los intelectuales más eminentes de su tiempo. Tiene estrechas relaciones con grandes juristas, cuyas obras publica e incluso es el iniciador, el financiero y el participante más activo de las investigaciones del botánico Jacques Daléchamps, publicando la Historia generalis plantarum. Del mismo modo, está totalmente comprometido con el movimiento humanista y edita a muchos de ellos. Publicó las obras arqueológicas de Guillaume du Choul. 
Entre otras obras estuvo la traducción al francés de Barthélemy Aneau de 1549 del libro pionero de emblemas de Andrea Alciato, formando parte de una importante empresa conjunta editorial con el impresor Macé Bonhomme, con traducciones posteriores al italiano y español. Rouillé publicó libros impresos de Paolo Giovio y Gabriele Simeoni.
Otro trabajo de iconografía fue la útil compilación útil de retratos de la Antigüedad, Promptuarii iconum insigniorum à seculo hominum, subiectis eorum vitis, per compendium ex probatissimis autoribus desumptis  (Primera y segunda parte, 1553, etc.) donde cada retrato con apariencia de medalla era seguido por una breve biografía del personaje. Más tarde, editó Materia Medica como "tributo a Michael de Villanueva (Miguel Servet) de los impresores de Lyon"', en homenaje a su amigo asesinado, Michael 'Servetus'. Le siguieron las ediciones francesas de, Promptuaire des Medalles des plus renommées personnes ..., 1581, etc.<ref name="dico 1149"> Sus Sententiae omnes undiquaque selectissimae, 1555, recopilaron máximas morales de las obras de Aristóteles.
Durante la segunda parte de su vida, se convirtió en un personaje notable de Lyon, siendo elegido consejero y concejal de Lyon en 1568-1569, 1573-1574 y 1578-1579. Apoya firmemente la religión católica, especialmente después de los conflictos de la década de 1560, publicando en 1561 el tratado de Enrique VIII contra Lutero, adornado con un prefacio abierto al canónigo Gabriel de Saconay. También edita a uno de los defensores de la ortodoxia: Stanisław Hozjusz.
Su marca era un águila representada en una palma, un globo o un pedestal, con una o más serpientes con colas entrelazadas. Asociaba varias divisas con esta marca: 'prudencia' (prudentia) como Rem maximam sibi promittit Prudentia o 'la virtud y la fortuna' (in virtute et fortuna), y varios textos sobre Venecia (sub scuto veneto), la ciudad donde había trabajado por primera vez como librero. Sus herederos continuaron la tradición durante el siglo XVII.